# Стена Карла V
Стена́ Ка́рла V (англ. Charles V Wall) — памятник средневековой фортификации в Гибралтаре. Возведена в 1540 году по приказу императора Священной Римской империи Карла V. В 1552 году усилена. Сохранилась большая часть стены от Южного бастиона, ранее располагавшегося у границы воды, до гребня Гибралтарской скалы.

## Описание
Нижняя часть стены начинается от Южного бастиона и тянется до Ворот принца Эдуарда, расположенных у подножия крутого утёса. Эта часть стены прерывается Африканскими воротами, которые прикрывает расположенный выше Плоский бастион.
Верхняя часть стены продолжается несколько южнее от вершины утёса и четырьмя зигзагами доходит до гребня скалы. Конфигурация стены позволяет вести фланговый огонь вдоль расположенных ниже участков стены. На самом верху на сигнальной площадке ранее располагалась небольшая башня.
От нижней части стены Карла V также почти до верха скалы тянется другая стена, ранее известная как Мавританская. Считалось, что она появился во время господства в Гибралтаре мавров, однако впоследствии было установлено, что стену возвели в XVI веке по приказу испанского короля Филиппа II в качестве тыловой линии укреплений.

## Конструкция
В середине XVI века, когда была построена стена, основной угрозей для Гибралтара были берберские пираты. В сентябре 1540 года город был атакован пиратами под предводительством Пиали Хамета, одного из капитанов Хайр-ад-Дина Барбароссы. Гибралтар был разграблен, многие знатные жители взяты в плен. Стена, изначально названная в честь святого Бенедикта, была построена для защиты от новых атак с юга.
Начиная с 1522 года итальянский военный архитектор Джованни Батиста Кальви произвёл несколько усовершенствований стены. Он спроектировал стену, которая шла по прямой с запада на восток до обрыва, затем с севера на юг по кромке утёса, а затем зигзагами поднималась к вершине скалы.
В 1558 году Карла V сменил Филипп II. Новый король нанял генуэзского архитектора Джована Джакомо Палеари Фратино для дальнейшего улучшения укреплений. Фратино решил, что перпендикулярная стена, идущая по краю утёса, и зигзаги должны быть убраны, а вместо них построена стена, продолжающая нижнюю часть по прямой до гребня скалы. Работы над перпендикулярной частью предыдущего проекта стены были остановлены, но Тибурсио Спануччи, главный архитектор Филиппа II, продолжил возводить зигзагообразный участок, который был закончен в 1599 году. Стена вдоль края утёса так никогда и не была построена.
На эскизе укреплений, созданном Антоном ван ден Вингерде в 1565 году, отсутствуют бастионы, но имеется кордегардия над Африканскими воротами. Южный бастион (исп. Baluarte de Nuestra Señora del Rosario) и Плоский бастион (исп. Bastión de Santiago в нижней части стены появились к 1627 году). Оба бастиона спроектировал Фратино, Южный бастион, возможно, впоследствии улучшил эльзасский архитектор Даниэль Спеклин.
В 1627 году испанский военный Луис Браво де Акунья написал для Филиппа IV трактат об укреплениях Гибралтара, в котором упомянул огромные валуны, расположенные таким образом, чтобы человек в одиночку мог скатить их вниз на атакующих, и куски скал, размещённые на щитах над воротами, которые также можно было скидывать на врагов.